# Амануел Диреса
Амануел Диреса (енгл. Ammanuel Gorfu Diressa; Торонто, Онтарио, 5. мај 1993) је канадски кошаркаш. Игра на позицији бека, а тренутно је без ангажмана.

## Каријера
Рит је првобитно (од 2012. до 2014. године) похађао Технолошки универзитет Тенесија. За Тенеси тек голден иглсе уписао је 43 наступа, а просечно је по утакмици бележио свега 2 поена. Године 2015. у родном Торонту уписао је Рајерсон универзитет. На НБА драфту 2018. није изабран.
Дана 2. августа 2018. потписао је трогодишњи уговор са ФМП-ом.
Са репрезентацијом Канаде освојио је сребрну медаљу на Играма Комонвелта 2018. године.

## Успеси

### Репрезентативни
- Игре Комонвелта:  2018.